# 久古健太郎
久古 健太郎（きゅうこ けんたろう、1986年5月16日 - ）は、東京都豊島区出身の元プロ野球選手（投手）。左投左打。

## 経歴

### プロ入り前
東京都豊島区巣鴨出身で、両親は北海道上川郡新得町出身。小学1年から野球を始め、中学時代は豊島シニアに所属。国士舘高校時代は、1年秋から新垣勇人に続く2番手の先発投手となり、明治神宮野球大会では1回戦の延岡学園高校戦で先発投手を務める。2年春には第75回選抜高等学校野球大会に出場し、初戦（2回戦）で堂上剛裕を擁する愛知工業大学名電高校と対戦して7回を2安打1失点で、0対1で敗退。エースとして迎えた3年夏は東東京大会の準々決勝で正則学園高校に敗れた。
高校卒業後は青山学院大学に進学し、野球部に所属。同期には井上雄介がいた。1年春から高市俊の控えとして公式戦に出場し、4年秋にはエースとして13試合に登板して2勝を挙げるなど大学通算3勝を記録した。
大学卒業後は日産自動車に進むも入社直前に当シーズン限りでの休部が発表された。チームは第80回都市対抗野球大会に出場したが、本大会では登板なし。同期入社に古野正人がいた。休部にともない翌2010年に日本製紙石巻に移籍してエースとなり、東北2次予選で13回1/3を投げて防御率1.35、チーム史上初めて第81回都市対抗野球大会に出場する。本大会ではヤマハとの初戦で先発して敗れたが、内容をスカウトから高く評価され、2010年10月28日にドラフト会議にてヤクルトから5位指名される。担当スカウトは八重樫幸雄で、契約金4000万円、年俸1000万円（いずれも推定）で契約する。同年に大学時代の1年上の元マネジャーと結婚。

### ヤクルト時代

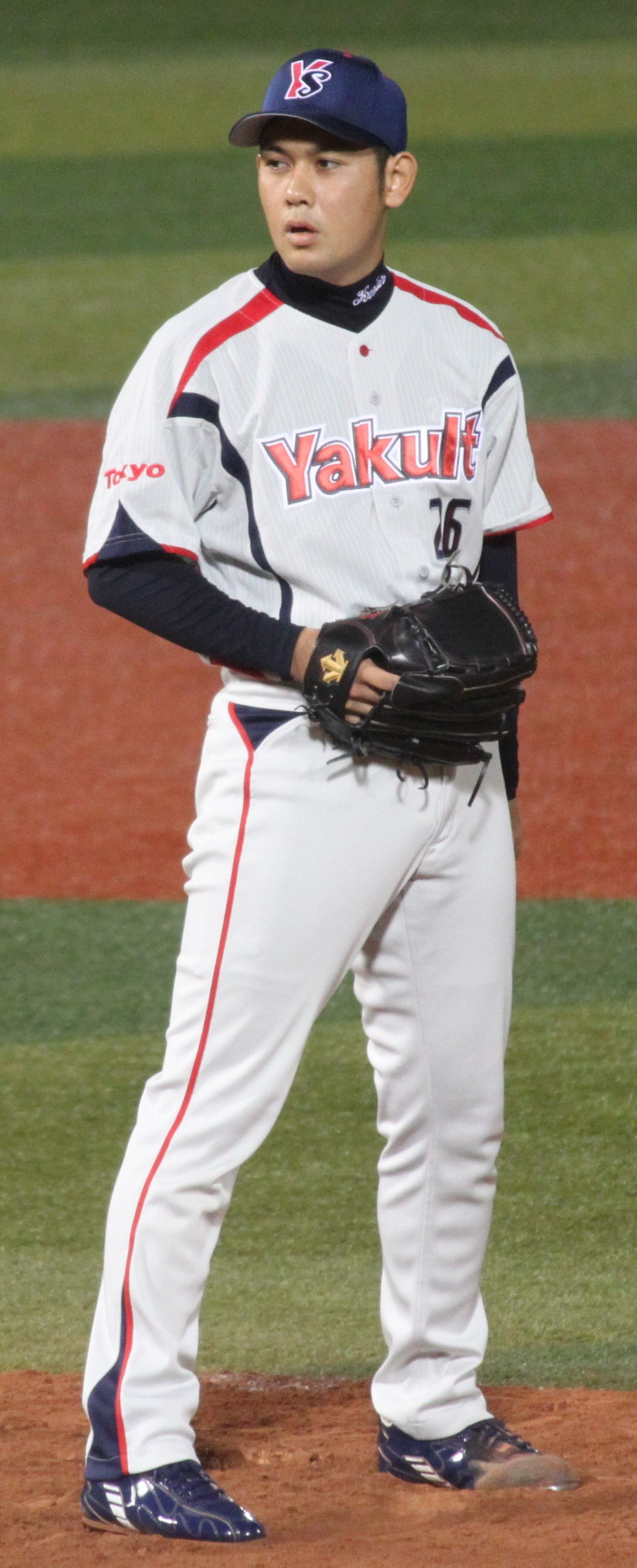
2011年10月15日、横浜スタジアムにて

左の中継ぎ投手不足というチーム事情で、2011年の開幕を一軍でスタートした。4月24日の広島東洋カープ戦で2番手としてプロ入り初登板。1回1/3を投げ1安打無失点に抑え、プロ初勝利。開幕からしばらくは左のワンポイントでの登板がほとんどであったが、5月半ばからは1イニングを任される機会が増えた。7月10日の阪神タイガース戦より9月9日まで21試合連続無失点を続けた。これは1999年の岩瀬仁紀（中日ドラゴンズ）に並ぶセントラル・リーグ新人投手最高記録であった。11月に左手血行障害の手術を行った。オフに1300万円増の年俸2300万円（推定）で契約を更改する。
2014年5月3日の対阪神7回戦（明治神宮野球場）で、同点で迎えた8回表二死一塁の場面で3番手として登板し、NPB史上2人目、セ・リーグでは初の対戦打者0人で勝利投手となる。
2015年は、左打者用のワンポイントとして7、8回において秋吉亮やローガン・オンドルセクと共にセットアッパーを務める。
2016年は39試合に登板。
2017年は6試合に登板。
2018年の春季キャンプ中に不整脈の症状を訴え、キャンプ途中で帰京し東京都内の病院で診断を受けた。この年はプロ入り後初の一軍登板なしに終わり、10月2日に球団から戦力外通告を受けた。11月13日にタマホームスタジアム筑後で行われた12球団合同トライアウトに参加。不整脈の症状が出てマウンド上でしゃがみ込むトラブルがあったが、打者3人に対して1四球無安打で左打者2人を抑える投球を見せた。しかし、獲得に手を挙げる球団はなく現役を引退した。

### 引退後
今後のキャリアを考えて様々な本を読む中で、あるコンサルタントが書いた本に影響を受け、コンサルティング業界に興味を抱くようになる。登録した転職エージェントでは、元アスリートという立場上、決まって営業職ばかり勧められていたことから、エージェントには頼らず自力で就活を開始。企業のサイトから30社に直接エントリーし、約10社書類選考を通り、最終的に6社より内定を得る。その内、個人のスキルをいち早く身につけることが出来る環境だと思えたことと、今後スポーツに関する仕事にも力を入れていくという展望に惹かれたことから、2019年2月、デロイトトーマツコンサルティングに就職した。2021年現在は、プロジェクト管理やマーケティング領域のコンサルティング業務を主に行っている。コンサルティング業の一環で、2023年4月より島根県立隠岐高等学校硬式野球部にてボランティアでコーチを務める。

## 選手としての特徴・人物
平均球速138km/h、最速145Km/hのストレートとスライダー、カットボール、シュート、カーブ、に加えてチェンジアップを投げる。
テンポ良く低め、コーナーに投げ込み打たせて取る投球が持ち味。左打者の内角を攻める度胸にも定評がある。
2016年頃から持病として不整脈を抱えている。

## 詳細情報

### 年度別投手成績
| 年 度    | 球 団    | 登 板 | 先 発 | 完 投 | 完 封 | 無 四 球 | 勝 利 | 敗 戦 | セ 丨 ブ | ホ 丨 ル ド | 勝 率 | 打 者 | 投 球 回 | 被 安 打 | 被 本 塁 打 | 与 四 球 | 敬 遠 | 与 死 球 | 奪 三 振 | 暴 投 | ボ 丨 ク | 失 点 | 自 責 点 | 防 御 率 | W H I P |
| -------- | -------- | ----- | ----- | ----- | ----- | -------- | ----- | ----- | -------- | ----------- | ----- | ----- | -------- | -------- | ----------- | -------- | ----- | -------- | -------- | ----- | -------- | ----- | -------- | -------- | ------- |
| 2011     | ヤクルト | 52    | 0     | 0     | 0     | 0        | 5     | 2     | 1        | 20          | .714  | 161   | 37.0     | 37       | 1           | 13       | 1     | 4        | 31       | 0     | 1        | 16    | 15       | 3.65     | 1.35    |
| 2012     | ヤクルト | 9     | 0     | 0     | 0     | 0        | 0     | 0     | 0        | 1           | ----  | 37    | 8.0      | 9        | 2           | 3        | 0     | 0        | 6        | 0     | 0        | 7     | 5        | 5.63     | 1.50    |
| 2013     | ヤクルト | 38    | 0     | 0     | 0     | 0        | 2     | 1     | 0        | 9           | .667  | 120   | 29.1     | 28       | 6           | 3        | 0     | 2        | 33       | 0     | 0        | 10    | 9        | 2.76     | 1.06    |
| 2014     | ヤクルト | 46    | 0     | 0     | 0     | 0        | 1     | 3     | 0        | 7           | .250  | 156   | 33.2     | 39       | 4           | 13       | 0     | 4        | 22       | 2     | 0        | 21    | 21       | 5.61     | 1.54    |
| 2015     | ヤクルト | 38    | 0     | 0     | 0     | 0        | 0     | 0     | 0        | 8           | ----  | 102   | 24.2     | 23       | 1           | 9        | 0     | 1        | 23       | 3     | 0        | 7     | 7        | 2.55     | 1.30    |
| 2016     | ヤクルト | 39    | 0     | 0     | 0     | 0        | 0     | 0     | 1        | 3           | ----  | 115   | 26.1     | 26       | 2           | 5        | 0     | 6        | 27       | 0     | 0        | 13    | 13       | 4.44     | 1.18    |
| 2017     | ヤクルト | 6     | 0     | 0     | 0     | 0        | 0     | 0     | 0        | 1           | ----  | 14    | 1.2      | 7        | 1           | 1        | 0     | 1        | 1        | 0     | 0        | 5     | 5        | 27.00    | 4.80    |
| NPB：7年 | NPB：7年 | 228   | 0     | 0     | 0     | 0        | 8     | 6     | 2        | 49          | .571  | 705   | 160.2    | 169      | 17          | 47       | 1     | 18       | 143      | 5     | 1        | 79    | 75       | 4.20     | 1.34    |

### 年度別守備成績
| 年 度 | 球 団    | 投手  | 投手  | 投手  | 投手  | 投手  | 投手     |
| 年 度 | 球 団    | 試 合 | 刺 殺 | 補 殺 | 失 策 | 併 殺 | 守 備 率 |
| ----- | -------- | ----- | ----- | ----- | ----- | ----- | -------- |
| 2011  | ヤクルト | 52    | 4     | 11    | 0     | 0     | 1.000    |
| 2012  | ヤクルト | 9     | 0     | 2     | 0     | 0     | 1.000    |
| 2013  | ヤクルト | 38    | 2     | 6     | 0     | 0     | 1.000    |
| 2014  | ヤクルト | 46    | 3     | 8     | 0     | 2     | 1.000    |
| 2015  | ヤクルト | 38    | 0     | 5     | 0     | 0     | 1.000    |
| 2016  | ヤクルト | 39    | 2     | 4     | 0     | 0     | 1.000    |
| 2017  | ヤクルト | 6     | 0     | 0     | 0     | 0     | ----     |
| 通算  | 通算     | 228   | 11    | 36    | 0     | 2     | 1.000    |

### 記録
初記録
- 初登板・初勝利：2011年4月24日、対広島東洋カープ3回戦（MAZDA Zoom-Zoom スタジアム広島）、6回裏一死に2番手で救援登板、1回1/3を無失点
- 初奪三振：2011年4月30日、対阪神タイガース2回戦（阪神甲子園球場） - 7回裏に関本賢太郎から空振り三振
- 初ホールド：2011年5月1日、対阪神タイガース3回戦（阪神甲子園球場） - 5回裏一死に3番手で救援登板、2/3回無失点
- 初セーブ：2011年8月21日、対読売ジャイアンツ20回戦（東京ドーム） - 9回裏二死に2番手で救援登板・完了、1/3回無失点

その他の記録
- 打者0人で勝利投手：2014年5月3日、対阪神タイガース7回戦（明治神宮野球場） - 詳細は上記通り。NPB史上2人目、セ・リーグ初

### 背番号
- 26 （2011年 - 2018年）